# 大阪市電
大阪市電（おおさかしでん）は、1903年から1969年にかけて大阪市が経営していた路面電車である。大阪市交通局が事業を行っていた。
1903年に開業した日本で最初の公営による電気鉄道及び狭義の「市電」であった（1895年に日本で最初に電気鉄道が開通した京都市での公営路線の開通は1912年、全面市営化は1918年）。1969年3月31日限りで全廃されたが、当時の政令指定都市で市電全廃を断行したのも大阪市電が最初である。

## 概要

### 歴史

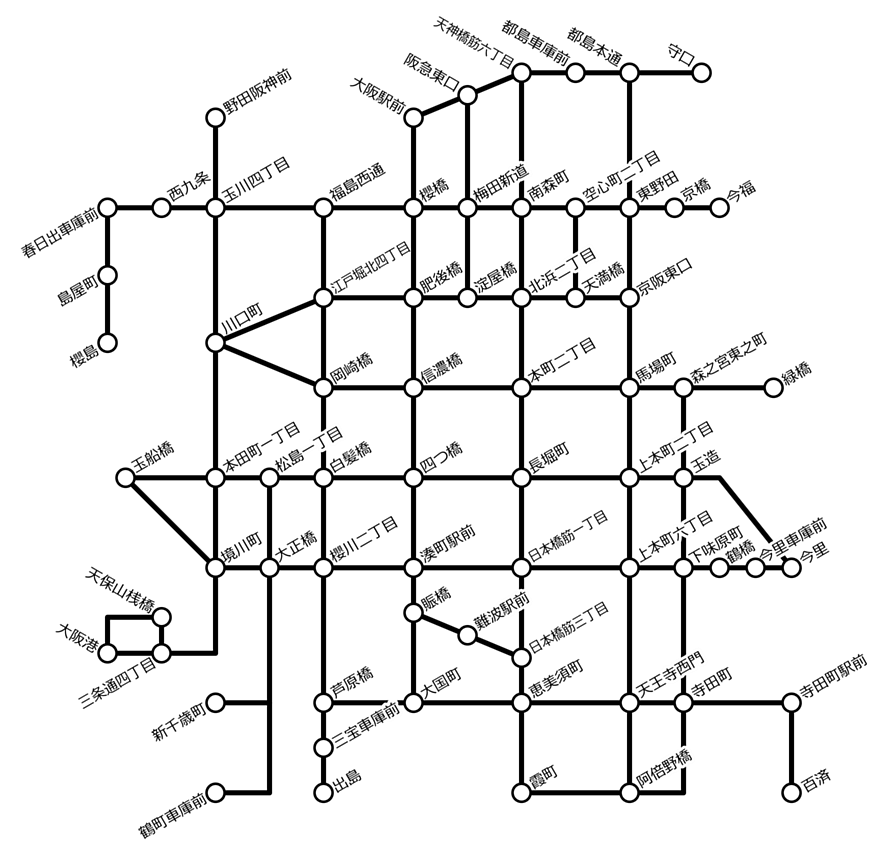
最盛期の大阪市電路線図（主な停留場のみ）

鶴原定吉が市長だった時代に、1903年（明治36年）、まず第一期線として花園橋（現在の九条新道交叉点） - 築港桟橋（現在の大阪港／天保山）5.1kmの築港線が開業した。天保山では同年7月、日本で初めて市（大阪市）自身が建設・運営する港として大阪港が開港したばかりで、それへのアクセス路線であった。
続いて1908年（明治41年）の第二期線（東西線・南北線、11.1km）開業で、市街を東西南北に結ぶ骨格が形成された。その後路線は第三期線43.2km、第四期線25.2kmそして期外線と急速に延長され、最盛期は118km弱と、市電では日本有数の路線となった（東京都電に次いで日本第2位）。
1950年代後半からの高度経済成長期に入ると、モータリゼーションやそれによる市電遅延や自動車渋滞の常態化により、乗客が減少した。1960年10月6日に大阪市北部地域を中心に10時間にわたる交通マヒが起こったことで市電廃止論が強まり、大阪市会は1966年3月、市電を全廃し高速鉄道（地下鉄）による新交通体系を確立する旨の決議を行い、市電は1969年（昭和44年）3月31日限りで65年半の歴史を終えた。なお、1953年（昭和28年）からは大阪市営トロリーバスも運行されていたが、こちらも市電廃止後しばらくした1970年（昭和45年）6月15日に全廃された。

### 特徴
軌間は標準軌(1435mm)、電圧は直流600V。標準軌は、大師電気鉄道に次ぐ日本で2番目の採用であった。塗色は、開業当時からは、御料車と同じ「ため色」と言う赤色一色だったが、戦後は淡いピンク色とインディアンレッドの2色塗りとなった。
大阪市は、市街地の交通を市が掌握する、市街交通市営主義（俗に言う市営モンロー主義）を当初から打ち出しており、基本的に市街地（1925年の大阪市域拡張前の旧市域）へ民営鉄道を入れさせなかった。このため他の市電に見られるような民営線の買収は少なく、南海鉄道（旧・大阪馬車鉄道路線の一部区間）と、阪堺電鉄（新阪堺）の2例にとどまっている。
現在、起点だった九条新道交叉点には「大阪市電創業の地」の碑が立つ。なお九条には九条新道からは400mほど離れているものの、2018年4月の民営化により消滅した大阪市交通局の本庁舎（民営化に伴い発足したOsaka Metroの本社となった）が所在するなど、市営交通には由緒深い地である。
開業の翌年には二階付き電車を導入し、市民からは「夕涼み電車」「魚釣り電車」と呼ばれた。これは日本における2階建車両の嚆矢といわれている。
車両の一部が広島電鉄で現在も運行されているほか、Osaka Metro緑木検車場内の市電保存館（開館は不定期）に保存されている。

## 沿革
- 1903年（明治36年）
  - 9月12日 - 第1期線として築港線（花園橋 - 築港桟橋 間約5km）を開業。全線を4区間とし、旅客運賃を1区1銭とする。
  - 11月16日 - 市会で「市街鉄道に対する方針確定の件」を議決。市内交通機関市営主義の確定。
- 1904年（明治37年）7月7日 - 2階建電車（通称、釣電車）の営業運転の許可を受ける。
- 1905年（明治38年）1月1日 - 電車通行税を徴収（1926年（大正15年）3月31日まで）。
- 1908年（明治41年）
  - 7月 - 「鉄道唱歌」の作詞者である大和田建樹によって制作された、大阪市電を全21番で歌った「大阪市街電車唱歌」が発表される。
  - 8月1日 - 第2期線として東西線（九条中通一丁目 - 末吉橋間）、南北線（大阪駅前 - 恵美須町、渡辺橋 - 大阪駅前間）を開業。花電車を運転（1908年（明治41年）8月3日まで）。旅客運賃を1区2銭に改定。
- 1909年（明治42年）
  - 3月24日 - 電力供給事業を開始し、大阪電灯株式会社へ給電を開始。
  - 12月21日 - 第3期線の最初の区間として九条中之島線（花園橋西詰 - 渡辺橋南詰間）を開業。
- 1910年（明治43年）
  - 6月17日 - 散水車の使用を開始。
  - 12月28日 - 第2期線9.6km全線開業。
- 1912年（明治45年）
  - 1月12日 - 従来の区間制を均一制に改正し、旅客運賃を4銭に改定。乗換券の発券を開始。
  - 5月1日 - 堺筋線開業。
- 1913年（大正2年）6月1日 - 築港 - 九条 - 梅田間で、手荷物輸送を開始。同時に車内広告を開始。
- 1914年（大正3年）6月1日 - 中吊り広告を開始[1]。
- 1915年（大正4年）9月10日 - 電気鉄道部九条事務所竣工。
- 1916年（大正5年）3月27日 - 第3期線43.2km全線開業。
- 1917年（大正6年）10月15日 - 乗車料条例を制定。通学・回数券の発売を開始。
- 1918年（大正7年）
  - 4月25日 - 野田線（玉川町三丁目 - 野田阪神電車前間）が、初の期外線として開業。
  - 8月14日 - 米騒動により、夕刻以降の市電の運行を全線で運休。
- 1919年（大正8年）8月1日 - 旅客運賃を普通券6銭に改定。
- 1921年（大正10年）12月24日 - 天王寺西門前駅 - 阿倍野橋駅間を南海鉄道から買収。
- 1923年（大正12年）10月1日 - 大阪電灯株式会社を買収し、電灯供給事業を市営化。大阪市電気鉄道部を大阪市電気局に改称。
- 1924年（大正13年）7月3日 - 11日 - 労働者のストライキが起こる。
- 1925年（大正14年）
  - 9月1日 - 急行運転を開始。
  - この年 - 車両数が949両と最高になる。
- 1926年（大正15年）8月31日 - 急行運転を廃止。
- 1928年（昭和3年）10月 - 市電、市バスの共通回数券（8回券・48銭）の発売を開始。
- 1929年（昭和4年）4月20日 - 手荷物輸送を休止。
- 1930年（昭和5年）3月29日 - 電気局庁舎（現在の旧交通局庁舎）竣工。
- 1932年（昭和7年）7月26日 - 第4期線25.2km全線開業。
- 1934年（昭和9年）
  - 4月26日 - 初めて女子車掌を採用。
  - 9月21日 - 室戸台風により、車両325両が浸水する被害を受ける。
- 1935年（昭和10年）6月29日 - 集中豪雨により鶴町、築港、春日出車庫が浸水。市内も冠水し、枕木が浮上がるなどして軌道の破損や歩道が決壊する箇所も多数[2]。
- 1940年（昭和15年）2月1日 - 朝夕のラッシュ時に限り、急行運転を再開。
- 1942年（昭和17年）
  - 11月25日 木津川線と北泉尾線で婦人専用電車の営業運転を開始[3]
  - 12月8日 - 急行運転を強化。
- 1943年（昭和18年）
  - 6月16日 - 旅客運賃を10銭に改定。
  - 9月27日 - 751型を2両連結用に改造し、2両連結2列車の営業運転を開始。
  - 11月1日 - 終日急行運転を開始。
  - 12月4日 - 貨物輸送を再開。
  - この年 - 年間乗客数が約5億2200万人と最多になる。
- 1944年（昭和19年）
  - 4月1日 - 阪堺電鉄（芦原橋 - 浜寺間）を買収し、路線長が117.8kmと最長になる。
  - 6月1日 - 戦争の激化により、路線の一部を休止し、停留場の一部を廃止。乗切制1回10銭に改定し、乗換券廃止。運転系統名を番号制に改正。
  - 12月25日 - 女子運転手の養成開始。
- 1945年（昭和20年）
  - 2月1日 - 学童、学徒報国隊が車掌として乗務。
  - 3月13日夜 - 1945年（昭和20年）3月14日未明 - 大阪大空襲により、全路線が被災し、車両119両焼失する被害を受ける。
  - 3月14日 - 路線の一部を運休。
  - 6月1日 - 空襲により各地の車庫、工場とともに車両174両焼失する被害を受ける。
  - 6月7日 - 空襲により都島車庫と都島運輸事務所、福町車両工場、車両78両が焼失する被害を受ける。
  - 8月24日 - 天神橋筋六丁目 - 都島本通間1.4kmが復旧。
  - 9月11日 - 大阪市電気局を大阪市交通局に改称。
- 1946年（昭和21年）3月1日 - 旅客運賃を30銭に改定。運行系統を11本に整理。
- 1947年（昭和22年）
  - 3月1日 - 旅客運賃を40銭に改定。
  - 7月20日 - 旅客運賃を1円50銭に改定。
  - 11月28日 - 旅客運賃を2円に改定。
- 1948年（昭和23年）
  - 5月22日 - 旅客運賃を3円50銭に改定。
  - 8月1日 - 旅客運賃を6円に改定。
- 1949年（昭和24年）
  - 6月1日 - 旅客運賃を8円に改定。
  - 10月15日 - 貨物輸送を廃止。
- 1950年（昭和25年）
  - 2月 - ビューゲルスライダーの使用を開始。
  - 6月1日 - 身体障害者無料乗車券の発行制度を新設。
  - 9月3日 - ジェーン台風により、市電車両98両、軌道48kmが浸水、道床0.3kmが流失する被害を受ける。
- 1951年（昭和26年）
  - 4月25日 - 全車両ビューゲル化完成。
  - 12月25日 - 旅客運賃を10円に改定。
- 1952年（昭和27年）10月1日 - 交通事業地方公営企業として、大阪市交通局が新発足。
- 1953年（昭和28年）10月 - 市電創業50周年記念式典と諸行事を施行。
- 1955年（昭和30年）12月5日 - 旅客運賃を13円に改定。
- 1957年（昭和32年）4月1日 - 市電最後の開業区間となる森之宮緑橋線、森之宮東之町 - 緑橋間が開業。
- 1960年（昭和35年）
  - 8月1日 - 地下鉄4号線（現・中央線）建設工事のため、築港線の港車庫前 - 大阪港間・築港北海岸通線の大阪港 - 天保山桟橋 - 三条通四丁目間を休止。地下鉄完成後は再開するという前提であったが、そのまま廃止となり、路線縮小の第一号となる。
  - 10月6日 - 大阪市北部地域を中心に10時間にわたる交通マヒが発生し、これを機に市電廃止論議が高まる。
- 1961年（昭和36年）11月1日 - 玉船橋 - 本田町一丁目、松島一丁目 - 長堀橋 - 今里、玉造 - 寺田町 - 阿倍野橋がトロリーバスに置き換えられ廃止。
- 1962年（昭和37年）
  - 2月1日 - 桜島駅前 - 島屋橋間廃止。
  - 4月1日 - 旅客運賃を15円に改定。
- 1963年（昭和38年）
  - 5月12日 - 肥後橋 - 日本橋筋三丁目、賑橋 - 大国町、賑橋 - 賑橋分岐点間廃止。
  - 8月1日 - 大阪駅前 - 肥後橋間廃止。
- 1964年（昭和39年）
  - 3月15日 - 野田阪神前 - 玉川町四丁目間廃止。
  - 6月20日 - 大阪駅前 - 阪急東口間廃止。
  - 10月1日 - 空心町二丁目 - 天満橋、川口町 - 緑橋、森之宮東之町 - 玉造間廃止。
- 1965年（昭和40年）
  - 7月26日 - 今里 - 今里車庫前間廃止。
  - 9月1日 - 玉川町四丁目 - 川口町間廃止。
  - 12月26日 - 23系統（都島車庫前 - 港車庫前間）にワンマンカーによる営業運転を開始。
- 1966年（昭和41年）
  - 3月29日 - 大阪市議会において、1968年度（昭和43年度）末限りでの市電の全廃が決議される。
  - 4月1日 - 長柄橋 - 阿倍野橋間廃止[4]。
  - 4月17日 - 旅客運賃を20円に改定。
  - 7月1日 - 大阪駅前（阪神百貨店横） - 淀屋橋間廃止。
- 1967年（昭和42年）
  - 1月1日 - 大阪市交通局が路面交通事業財政再建団体の指定を受ける。
  - 1月16日 - 天王寺車庫廃止。
  - 8月1日 - 本田町 - 鶴町車庫前、三軒家 - 新千歳町間廃止。鶴町車庫廃止。
  - 11月1日 - 旅客運賃を25円に改定。
- 1968年（昭和43年）
  - 5月1日 - 京阪東口 - 港車庫前間廃止。港車庫廃止。ワンマンカー廃止。
  - 10月1日 - 福島西通 - 百済、芦原橋 - 出島間廃止。三宝車庫廃止。
  - 12月18日 - 都島本通 - 阿倍野橋間廃止
- 1969年（昭和44年）
  - 2月1日 - 島屋橋 - 今福間廃止。春日出車庫廃止。
  - 3月 - 路面電車廃止記念事業を実施。｛1969年（昭和44年）3月30日｝
  - 3月31日 - この日限りで市電全線廃止。最後の区間は、阪急東口（梅田） - 都島車庫 - 守口と、今里車庫 - 戎橋（難波） - 玉船橋であった。都島車庫、今里車庫廃止。

## 路線

### 第一期線
1903年（明治36年）9月12日に開業した大阪市電築港線の花園橋西詰（後の花園橋） - 築港桟橋（後の大阪港）間5.1km（当時の公式記録では、3マイル15チェーン）の路線を大阪市電の第一期線と呼ぶ。
明治維新によって近代国家へと歩みだした日本の経済の中心地（商都）あった大阪市が市政100年の大計として、万難を排して建設した築港桟橋の完成と、誘致に成功した第5回内国勧業博覧会の開催（1903年〈明治36年〉）が大阪市電開業のきっかけであった。
そして、大阪市電築港線の開業から大阪市電の歴史が始まる訳であるが、この大阪市電築港線の開業は、日本初の公営による電気鉄道の開業でもあった。
- 築港線（花園橋西詰 - 築港桟橋間）

※停留場名は、開業時のもの

### 第二期線
大阪市電の第二期線は、大阪市街を縦横に走る二大幹線から成るもので、その名も東西線および南北線という路線名となった。なお、第三期線以降に敷設された大阪市街の中心を走る各路線は、堺筋線や靱本町線のように固有名詞で路線名が付けられるようになった。おおむね東西線は長堀川の北岸、南北線は西横堀川のやや西方を通り、交点となる四ツ橋にダイヤモンドクロッシングが設置された。
1908年（明治41年）8月1日に開業した、この大阪市電東西線の九条中通一丁目 - 末吉橋間と大阪市電南北線の本線ともいうべき梅田停車場前（後の大阪駅前） - 恵美須町間に加え、梅田停車場前から梅田新道を経由して大江橋まで南下する支線、大江橋から中之島二丁目（後の渡辺橋）まで西進する支線をあわせた路線が、大阪市電の第二期線である。
- 東西線（九条中通一丁目 - 末吉橋間）
- 南北線（本線）（梅田停車場前 - 恵美須町間）
- 南北線（支線）（大江橋 - 渡辺橋間、梅田停車場前 - 大江橋間）

※停留場名は、すべて開業時のもの。

### 第三期線
大阪市電の第一期線は、築港線のみで、大阪市電の第二期線は東西線と南北線の2路線のみであったのに対して、大阪市電の第三期線は、全13路線、総延長43.2kmに及ぶ巨大プロジェクトで、この中には、1933年（昭和8年）に当時の關一市長（第17代市長關淳一の祖父）によって御堂筋が整備されるまで大阪市の南北を走るメインストリートであった堺筋を走る堺筋線や、戦後、千日前通として整備されることになる大阪市の東西の道を走っていた九条高津線も含まれていた。
この計画は、1905年（明治38年）11月の大阪市議会において提案されたものの、その規模が大きいだけあって影響を受ける大阪市民（当時、大阪市に編入されていなかった地域も含まれる可能性はあるが）も多く、議論はかなり紛糾したが、結局、翌年度への持ち越し議案となったものの、1906年（明治37年）6月の大阪市議会において原案どおり可決された。
- 九条中之島線
- 上本町線
- 曽根崎天満橋筋線
- 谷町線
- 北浜線
- 今橋天満橋筋線
- 玉造線
- 堺筋線
- 福島曽根崎線
- 霞町線
- 靱本町線
- 西道頓堀天王寺線
- 天神橋西筋線
- 松島安治川線
- 九条高津線
- 難波木津線
- 西野田線
- 西野田福島線

### 第四期線
- 桜川中之島線
- 霞町玉造線
- 安治川築港線
- 松島南恩加島線
- 梅田善源寺町線
- 西野田桜島線
- 天満橋善源寺町線

### 期外線
第四期線までは、各期毎に一つの纏ったプロジェクトであったのに対し、第四期線以後は、その時の輸送需要に応じて補足していくことになり、それらの路線を一括して期外線という。
そして、この期外線にも、日中戦争に突入する1937年（昭和12年）までに開業した19路線のみを指す狭義の解釈と、戦中・戦後を通じて開業した6路線を含む計25路線の広義の解釈とがあり、ここでいう期外線とは、後者の広義の期外線である。
この期外線の中には、大阪市の施策である「市営モンロー主義」に基づき、南海鉄道上町線の一部区間であった天王寺 - 公園東門間を「強制的に」買収し、大阪市営化した天王寺阿倍野線。市電同士を立体交差させ、玉川三丁目から野田阪神前まで軌道を敷いた野田線。湊町駅前から賑橋までの間を流れていた水路（難波新川）を挟んだ九条高津線の複々線化路線である九条高津連絡線。大阪港から天保桟橋経由湯、三条通四丁目までの単線ループ線であった築港北海岸通線。陸軍第四師団が置かれた大阪城からの陸軍の出動に配慮して軌道を道路の片側へ寄せて建設された城南線。地権者からの土地の提供を受けて都島本通から大阪市域外である守口まで軌道を敷いた都島守口線。戦時体制化の下、軌道事業を管轄する監督官庁である内務省、及び運輸通信省、並びに阪堺電鉄阪堺線が走っていた大阪府道29号大阪臨海線を管理する大阪府からの要請を受けた大阪市が「軌道法第17条」を発動し、阪堺電鉄を強制的に買収し、大阪市営化した阪堺線などが含まれている。
- 大阪市によって敷設された路線（停留場名は、すべて開業時のもの）
  - 野田線（玉川三丁目 - 野田阪神電車前間）
  - 九条高津連絡線（湊町停車場前 - 新川間）
  - 鶴町線（小林町 - 大運橋通間）
  - 築港北海岸通線（築港桟橋 - 三条通四丁目間）
  - 谷町寝屋川線（谷町三丁目 - 偕行社前間）
  - 上本町下味原町線（上本町六丁目 - 下味原町間）
  - 東野田沢上江町線（東野田九丁目 - 都島車庫前間）
  - 梅田空心町線（阪急電車前 - 扇橋間）
  - 三軒家新千歳町線（三軒家 - 新千歳町間）
  - 堂島大橋線（堂島大橋 - 福島西通間）
  - 大手前上本町線（馬場町 - 上本町二丁目間）
  - 城南線（馬場町 - 森之宮東之町間）
  - 鶴橋線（下味原町 - 今里終点間）
  - 長柄橋筋線（天神橋筋六丁目 - 長柄橋間）
  - 天王寺大道線（天王寺西門前 - 寺田町間）
  - 都島守口線（沢上江町二丁目 - 守口町間）
  - 土佐堀南岸線（川口町 - 淀屋橋間）
  - 玉造森之宮線（玉造 - 森之宮東之町間）
  - 玉造今里線（玉造 - 大今里間）
  - 百済線（寺田町 - 百済）
  - 天満今福線（空心町二丁目 - 東野田間）
  - 森之宮緑橋線（森之宮東之町 - 緑橋間）
- 私鉄買収路線（停留場名は、すべて開業時のもの）
  - 天王寺阿倍野線（天王寺西門前 - 阿倍野橋間）
  - 阪堺線（芦原橋 - 湊ノ浜間）

## 1959年（昭和34年）当時の運転系統

### 天王寺車庫所属
- 色別：■
- 系統
  - 1甲系統
    - 区間：阿倍野橋 - 阿倍野橋間（循環）
    - 経由地：天王寺西門前駅 - 恵美須町駅 - 大国町駅 - 賑橋駅 - 湊町駅前駅 - 四ツ橋駅 - 信濃橋駅 - 肥後橋駅 - 桜橋駅 - 大阪駅前駅 - 梅田新道 - 淀屋橋駅 - 北浜二丁目駅 - 本町二丁目駅 - 長堀橋駅 - 日本橋筋一丁目駅 - 日本橋筋三丁目駅 - 恵美須町駅 - 霞町駅

  - 1乙系統
    - 区間：阿倍野橋 - 阿倍野橋間（循環）
    - 経由地：霞町駅 - 恵美須町駅 - 日本橋筋三丁目駅 - 日本橋筋一丁目駅 - 長堀橋駅 - 本町二丁目駅 - 北浜二丁目駅 - 淀屋橋駅 - 梅田新道駅 - 大阪駅前駅 - 桜橋駅 - 肥後橋駅 - 信濃橋駅 - 四ツ橋駅 - 湊町駅前駅 - 賑橋駅 - 大国町駅 - 恵美須町駅 - 天王寺西門前駅

  - 3系統
    - 区間：阿倍野橋 - 長柄橋間
    - 経由地：霞町駅 - 恵美須町駅 - 日本橋筋三丁目駅 - 日本橋筋一丁目駅 - 本町二丁目駅 - 北浜二丁目駅 - 南森町駅 - 天神橋橋筋六丁目駅

  - 4甲系統
    - 区間：阿倍野橋 - 阿倍野橋間（循環）
    - 経由地：霞町駅 - 恵美須町駅 - 日本橋筋三丁目駅 - 難波駅前駅 - 湊町駅前駅 - 四ツ橋駅 - 信濃橋駅 - 肥後橋駅 - 桜橋駅 - 大阪駅前駅 - 梅田新道駅 - 淀屋橋駅 - 北浜二丁目駅 - 天満橋駅 - 京阪東口駅 - 馬場町駅 - 上本町二丁目駅 - 上本町六丁目駅 - 天王寺西門前駅

  - 4乙系統
    - 区間：阿倍野橋 - 阿倍野橋間（循環）
    - 経由地：天王寺西門前駅 - 上本町六丁目駅 - 上本町二丁目駅 - 馬場町駅 - 京阪東口駅 - 天満橋駅 - 北浜二丁目駅 - 淀屋橋駅 - 梅田新道駅 - 大阪駅前駅 - 桜橋駅 - 肥後橋駅 - 信濃橋駅 - 四ツ橋駅 - 湊町駅前駅 - 難波駅前駅 - 日本橋筋三丁目駅 - 恵美須町駅 - 霞町駅

  - 14系統
    - 区間：守口 - 阿倍野橋間
    - 経由地：都島本通駅 - 東野田駅 - 片町駅 - 京阪東口駅 - 馬場町駅 - 上本町二丁目駅 - 上本町六丁目駅 - 天王寺西門前駅

### 今里車庫所属
- 色別：■
- 系統
  - 5系統
    - 区間：今里 - 玉船橋間
    - 経由地：鶴橋駅 - 下味原町駅 - 上本町六丁目駅 - 日本橋筋一丁目駅 - 湊町駅前駅 - 桜川二丁目駅 - 大正橋駅 - 境川町駅

  - 6系統
    - 区間：今里 - 大阪駅前間
    - 経由地：鶴橋駅 - 下味原町駅 - 上本町六丁目駅 - 日本橋筋一丁目駅 - 長堀橋駅 - 本町二丁目駅 - 北浜二丁目駅 - 淀屋橋駅 - 梅田新道駅

  - 7系統
    - 区間：百済 - 福島西通間
    - 経由地：寺田町駅前駅 - 寺田町駅 - 天王寺西門前駅 - 恵美須町駅 - 大国町駅 - 芦原橋駅 - 桜川二丁目駅 - 白髪橋駅 - 岡崎橋駅 - 江戸堀北四丁目駅

  - 8系統
    - 区間：阿倍野橋 - 本田町一丁目間
    - 経由地：寺田町駅 - 桃谷駅前駅 - 下味原町駅 - 玉造駅 - 上本町二丁目駅 - 長堀橋駅 - 心斎橋駅 - 四ツ橋駅 - 白髪橋駅 - 松島一丁目駅

  - 9系統
    - 区間：今里 - 玉船橋間
    - 経由地：中道本通二丁目駅 - 玉造駅 - 上本町二丁目駅 - 長堀橋駅 - 心斎橋駅 - 四ツ橋駅 - 白髪橋駅 - 松島一丁目駅 - 本田町一丁目駅

  - 27系統
    - 区間：上本町六丁目 - 鶴町四丁目間
    - 経由地：日本橋筋一丁目駅 - 湊町駅前駅 - 桜川二町目駅 - 大正橋駅 - 三軒家駅

### 都島車庫所属
- 色別：■
- 系統
  - 10系統
    - 区間：守口 - 肥後橋間
    - 経由地：都島本通駅 - 天神橋筋六丁目駅 - 大阪駅前駅 - 桜橋駅

  - 11系統
    - 区間：守口 - 阿倍野橋間
    - 経由地：都島本通駅 - 天神橋筋六丁目駅 - 南森町駅 - 北浜二丁目駅 - 本町二丁目駅 - 長堀橋駅 - 日本橋筋一丁目駅 - 日本橋筋三丁目駅 - 恵美須町駅 - 霞町駅

  - 12系統
    - 区間：川口町 - 大宮町間
    - 経由地：江戸堀通四丁目駅 - 肥後橋駅 - 淀屋橋駅 - 北浜二丁目駅 - 天満橋駅 - 京阪東口駅 - 片町駅 - 東野田駅 - 都島本通駅

  - 13系統
    - 区間：都島車庫前 - 桜川二丁目間
    - 経由地：天神橋筋六丁目駅 - 大阪駅前駅 - 桜橋駅 - 福島西通駅 - 江戸堀北四丁目駅 - 岡崎橋駅 - 白髪橋駅

  - 15甲系統（循環）
    - 区間：都島車庫前 - 都島車庫前間
    - 経由地：天神橋筋六丁目駅 - 大阪駅前駅 - 桜橋駅 - 肥後橋駅 - 信濃橋駅 - 四ツ橋駅 - 湊町駅前駅 - 賑橋駅 - 難波駅前駅 - 日本橋筋三丁目駅 - 日本橋筋一丁目駅 - 長堀橋駅 - 本町二丁目駅 - 北浜二丁目駅 - 南森町駅 - 天神橋筋六丁目駅

  - 15乙系統（循環）
    - 区間：都島車庫前 - 都島車庫前間
    - 経由地：天神橋筋六丁目駅 - 南森町駅 - 北浜二丁目駅 - 本町二丁目駅 - 長堀橋駅 - 日本橋筋一丁目駅 - 日本橋筋三丁目駅 - 難波駅前駅 - 賑橋駅 - 湊町駅前駅 - 四ツ橋駅 - 信濃橋駅 - 肥後橋駅 - 桜橋駅 - 大阪駅前駅 - 天神橋筋六丁目駅

### 春日出車庫所属
- 色別：■
- 系統
  - 16系統
    - 区間：桜島駅前 - 今福間
    - 経由地：玉川四丁目駅 - 福島西通駅 - 桜橋駅 - 梅田新道駅 - 南森町駅 - 空心町二丁目駅 - 東野田駅 - 京橋駅

  - 17系統
    - 区間：春日出車庫前 - 天満橋間
    - 経由地：玉川四丁目駅 - 福島西通駅 - 桜橋駅 - 梅田新道駅 - 南森町駅 - 空心町二丁目駅

  - 18系統
    - 区間：野田阪神前 - 玉造間
    - 経由地：玉川四丁目駅 - 川口町駅 - 岡崎橋駅 - 信濃橋駅 - 本町二丁目駅 - 馬場町駅 - 森之宮東之町駅

  - 19系統
    - 区間：野田阪神前 - 緑橋間
    - 経由地：玉川四丁目駅 - 川口町駅 - 岡崎橋駅 - 信濃橋駅 - 本町二丁目駅 - 馬場町駅 - 森之宮東之町駅

  - 20系統
    - 区間：野田阪神前 - 鶴町四丁目間
    - 経由地：玉川四丁目駅 - 川口町駅 - 本田町一丁目駅 - 松島一丁目駅 - 大正橋駅 - 三軒家駅

  - 28系統
    - 区間：野田阪神前 - 新千歳町間
    - 経由地：玉川四丁目駅 - 川口町駅 - 本田町一丁目駅 - 松島一丁目駅 - 大正橋駅 - 三軒家駅

### 港車庫所属
- 色別：■
- 系統
  - 21系統
    - 区間：野田阪神前 - 大阪港駅間
    - 経由地：玉川四丁目駅 - 川口町駅 - 本田町一丁目駅 - 境川町駅 - 三条通四丁目駅 - ［大阪港駅］ - 天保山桟橋駅 - 三条通四丁目駅※三条通四丁目 - 大阪港 - 天保山桟橋 - 三条通四丁目間は、一方通行。

  - 22系統
    - 区間：都島車庫前 - 大阪港間
    - 経由地：天神橋筋六丁目駅 - 大阪駅前駅 - 桜橋駅 - 肥後橋駅 - 江戸堀通四丁目駅 - 川口町駅 - 本田町一丁目駅 - 境川町駅 - 三条通四丁目駅 - ［大阪港駅］ - 天保山桟橋駅 - 三条通四丁目駅※三条通四丁目 - 大阪港 - 天保山桟橋 - 三条通四丁目間は、一方通行。

  - 23系統
    - 区間：都島車庫前 - 大阪港間
    - 経由地：都島本通駅 - 東野田駅 - 片町駅 - 京阪東口駅 - 天満橋駅 - 北浜二丁目駅 - 淀屋橋駅 - 肥後橋駅 - 江戸堀通四丁目駅 - 川口町駅 - 本田町一丁目駅 - 境川町駅 - 三条通四丁目駅 - ［大阪港駅］ - 天保山桟橋駅 - 三条通四丁目駅※三条通四丁目 - 大阪港 - 天保山桟橋 - 三条通四丁目間は、一方通行。

  - 24系統
    - 区間：今里 - 大阪港間
    - 経由地：鶴橋駅 - 下味原町駅 - 上本町六丁目駅 - 日本橋筋一丁目駅 - 湊町駅前駅 - 桜川二丁目駅 - 大正橋駅 - 境川町駅 - 三条通四丁目駅 - ［大阪港駅］ - 天保山桟橋駅 - 三条通四丁目駅※三条通四丁目 - 大阪港 - 天保山桟橋 - 三条通四丁目間は、一方通行。

### 三宝車庫所属
- 色別：■
- 系統
  - 29系統
    - 区間：出島 - 桜川二丁目間
    - 経由地：三宝車庫前駅 - 芦原橋駅

  - 30系統
    - 区間：三宝車庫前 - 福島西通間
    - 経由地：芦原橋駅 - 桜川二丁目駅 - 白髪橋駅 - 岡崎橋駅 - 江戸堀北通四丁目駅

  - 31系統
    - 区間：三宝車庫前 - 上本町六丁目間
    - 経由地：芦原橋駅 - 桜川二丁目駅 - 日本橋筋一丁目駅 - 日本橋筋一丁目駅 - 日本橋筋一丁目駅

## 在籍していた車両
- 801形
- 861形
- 868形
- 901形
- 1001形
- 1201形
- 1301形
- 1401形
- 1501形
- 1601形
- 1651形
- 1701形
- 1711形
- 1751形
- 1801形
- 2001形
- 2101形
- 2201形
- 2501形
- 2601形
- 3000形
- 3001形

## 元在籍車両の移籍

### 引退
- 阪堺電気軌道
  - モ121形（元1601形）
- 神戸市電
  - 100形（元801形）
  - 200形（元901形）
- 鹿児島市電
  - 200形（元901形）
  - 210形（元801形）
  - 700形（元3001形）
  - 800形（元2601形）
- 熊本市電
  - 380形・390形・400形・1000形（元901形）

### 現役
- 広島電鉄750形（元・大阪市電1601・1651・1801形）762号、768号
- 広島電鉄900形（元・大阪市電2601形）913号

塗色は大阪市電を模したものであり正確な「大阪市電色」ではない。

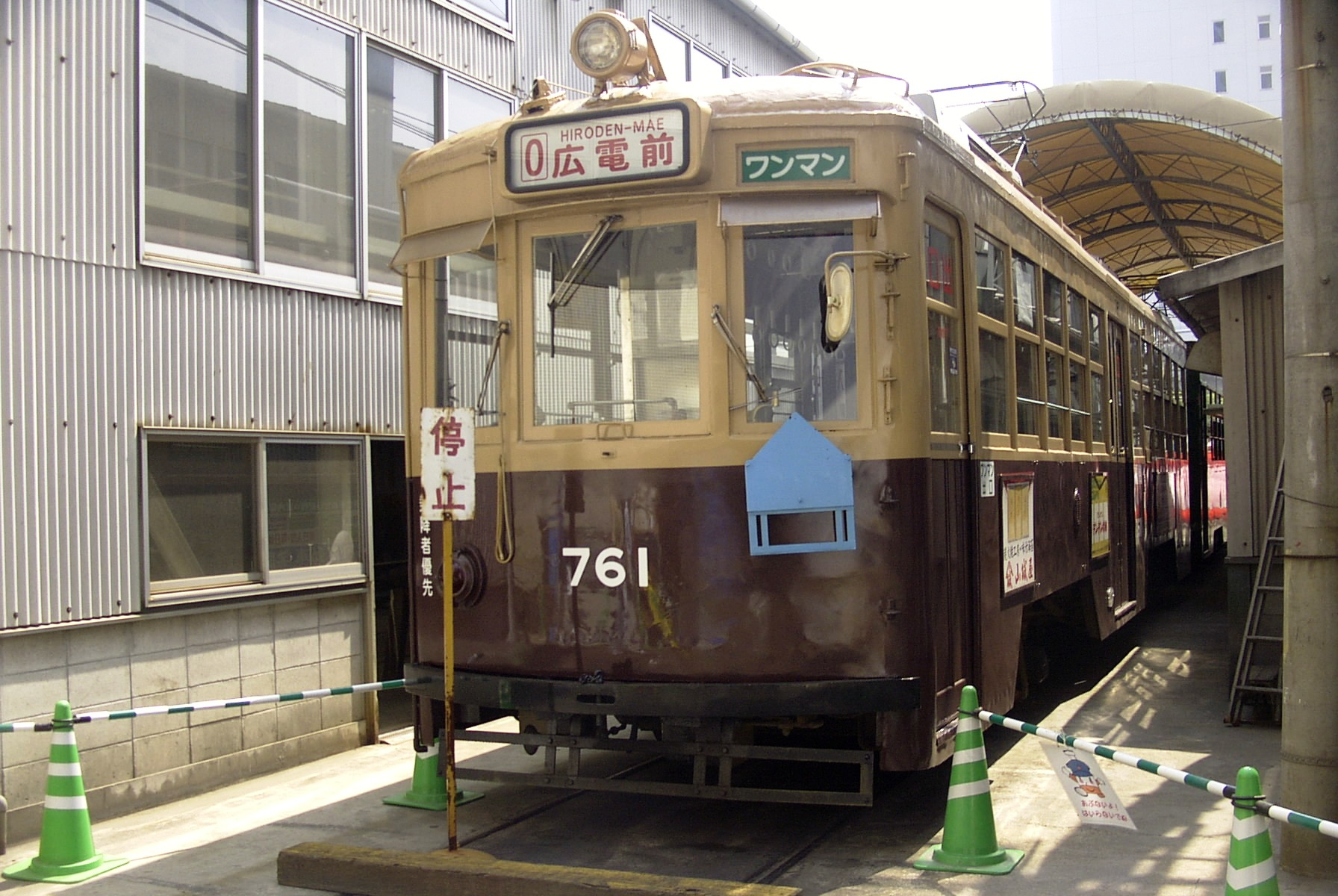
広島電鉄750形 元大阪市電1651形
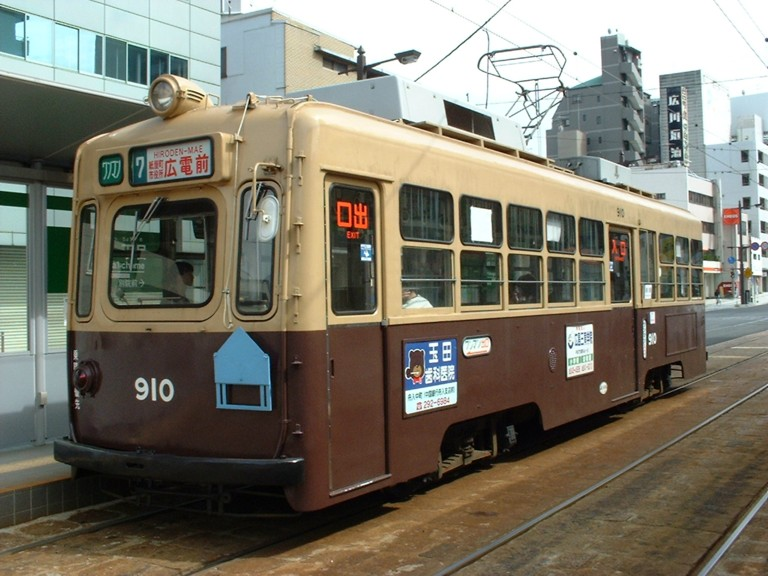
広島電鉄900形 元大阪市電2601形

### 保存
市電保存館
大阪市住之江区緑木の緑木検車場内（1993年に大阪市港区八幡屋の八幡屋公園内から移転）。公開は年1回程度、イベント時のみ。
- 二階付き電車 1形5号（1953年に市電50周年を記念して製作された復元車）
- 1形電車の「ヘルブランド」台車（実物。以前は宝塚ファミリーランドの「のりもの館」で保存されていたもの）
- 散水電車 25号
- 11形 30号 - 2020年に動態復元（電源はバッテリー車による）が行われた。
- 501形 528号
- 1601形 1644号
- 3001形 3050号

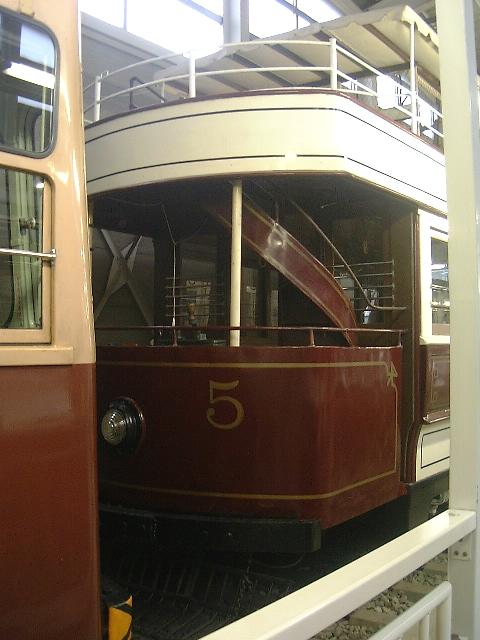
二階付き電車1形5号復元車
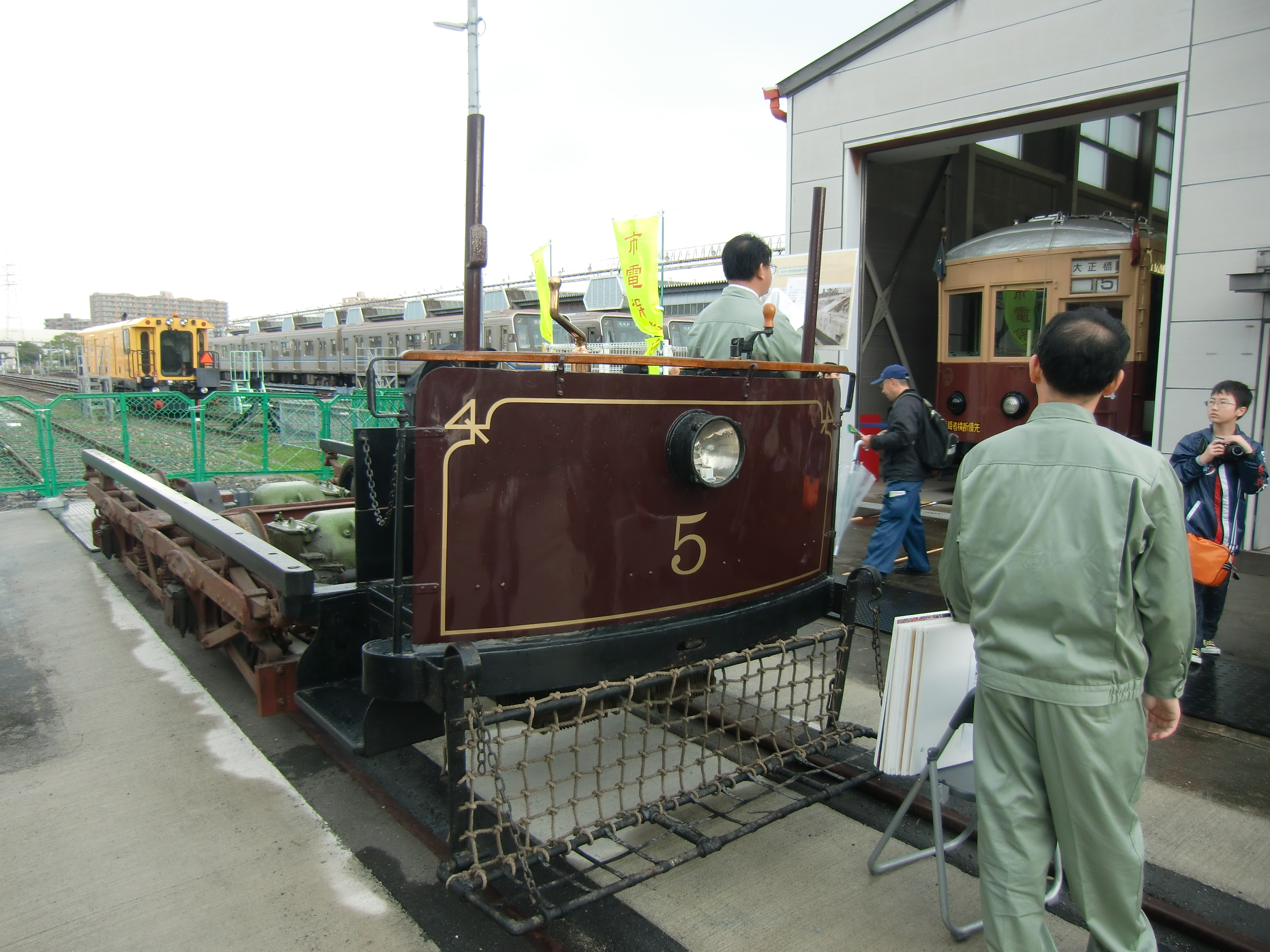
市営地下鉄緑木検車場で保管されているヘルブランド台車
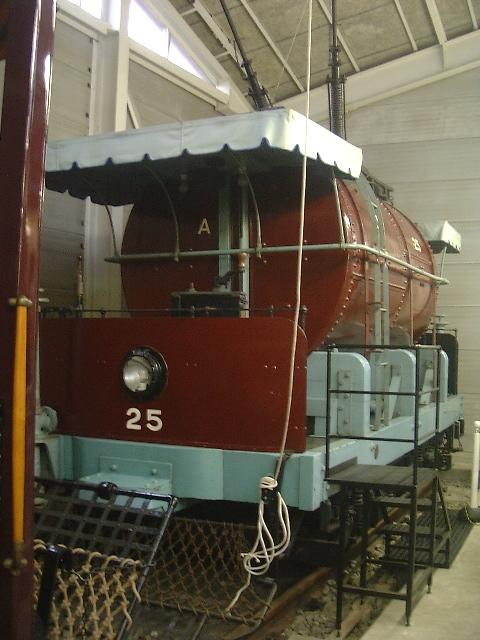
散水車25号
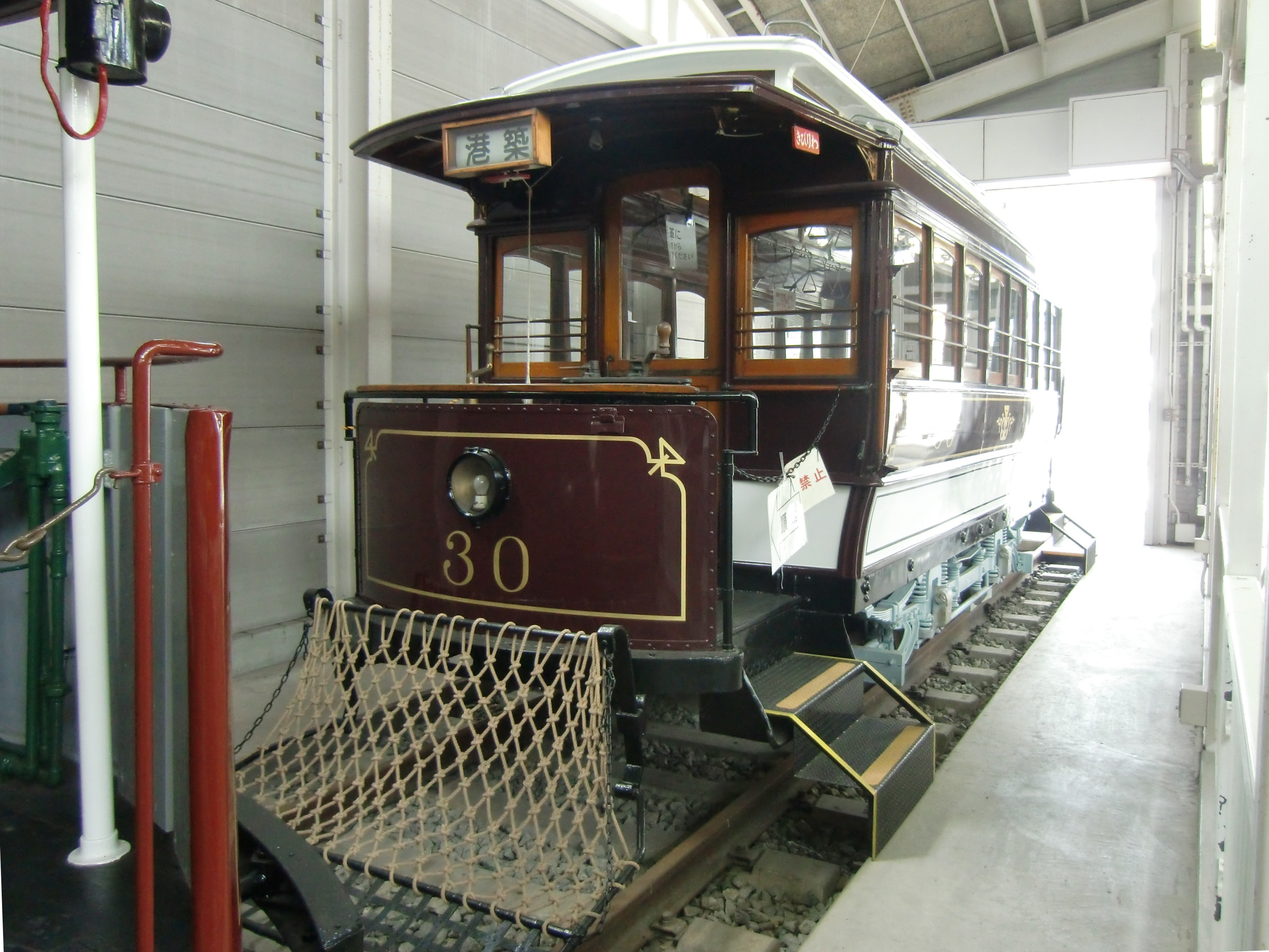
市営地下鉄緑木検車場の一角にある大阪市電保存館の30号
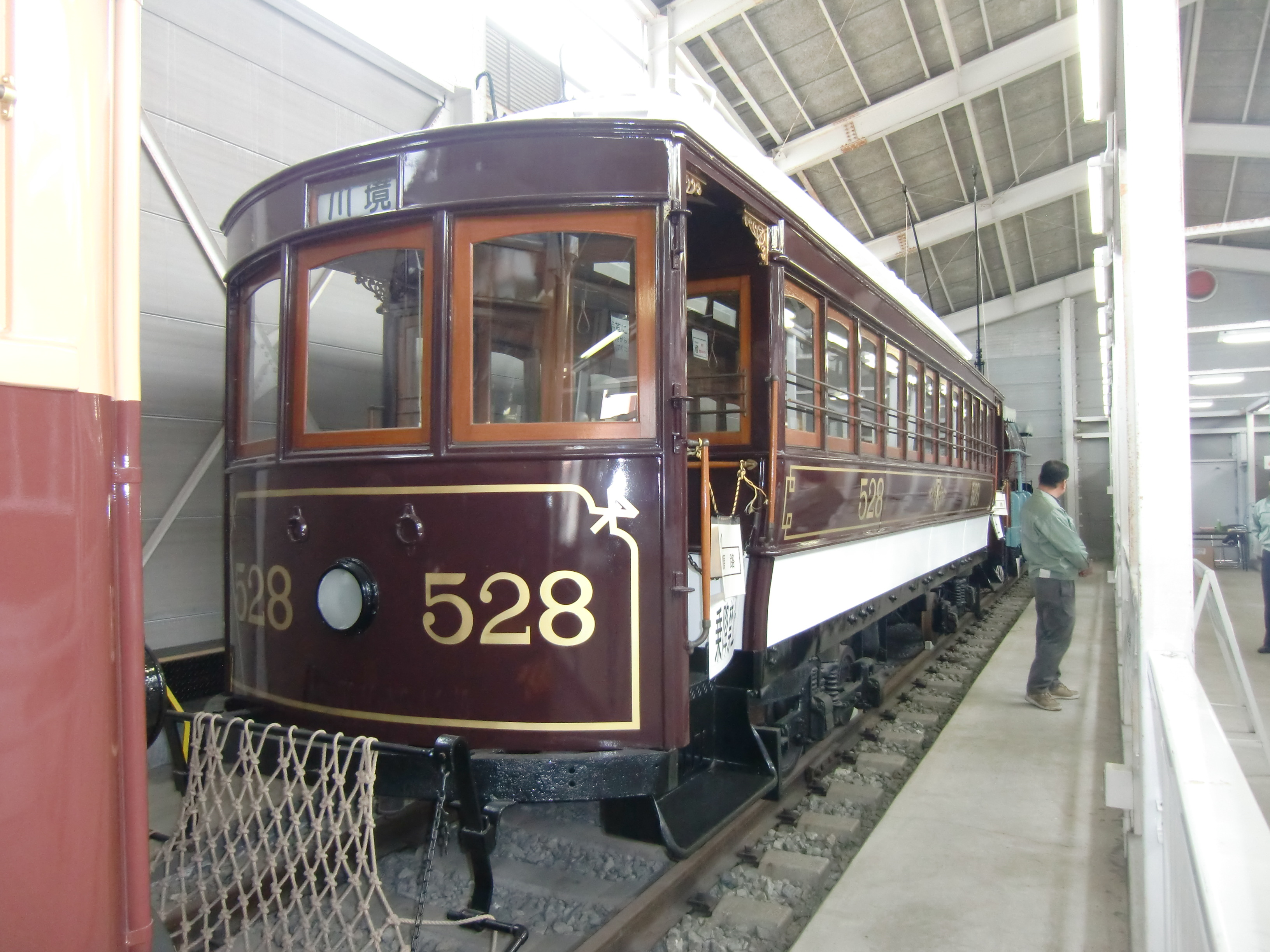
市営地下鉄緑木検車場の一角にある大阪市電保存館の528号
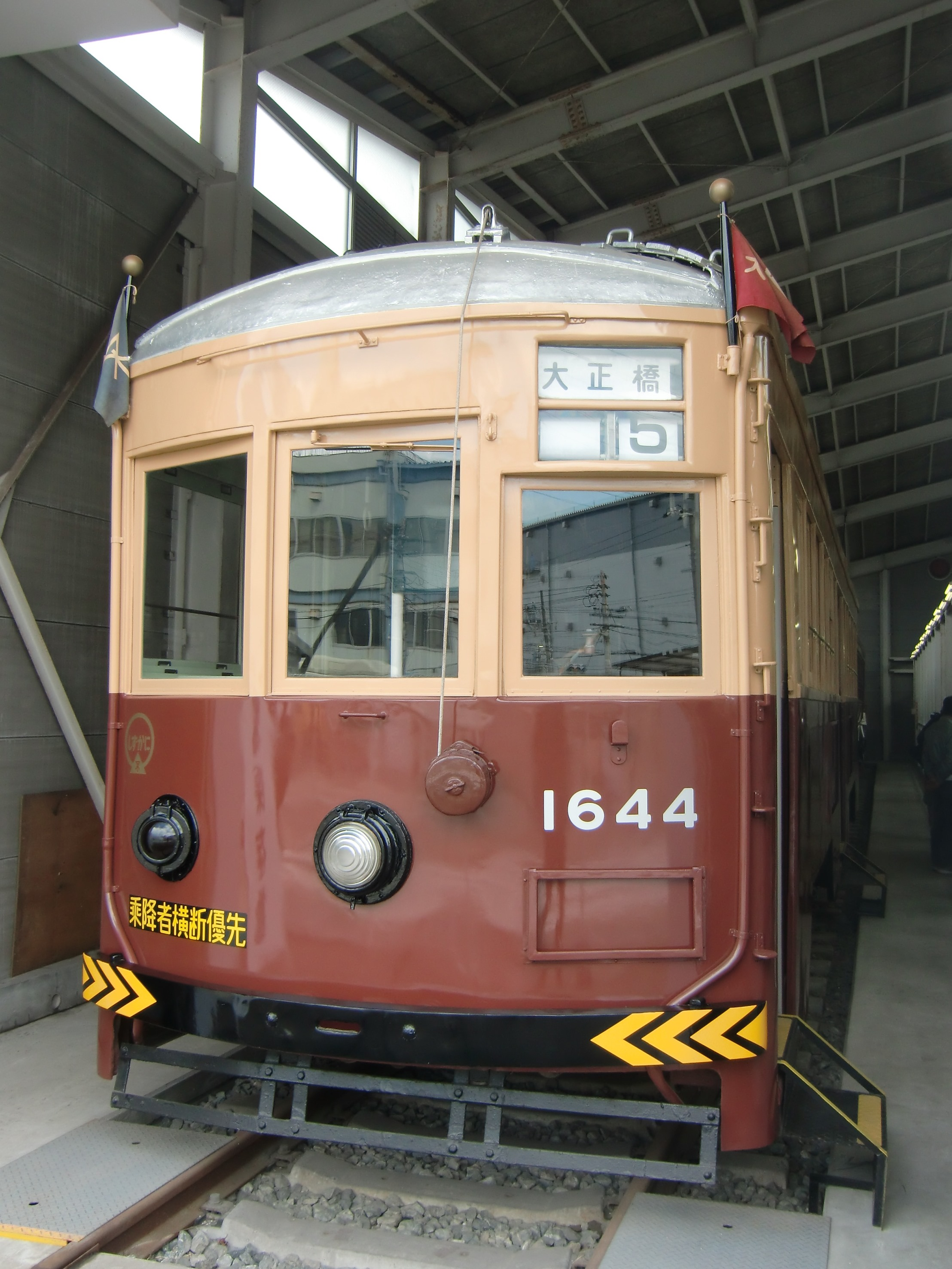
市営地下鉄緑木検車場の一角にある大阪市電保存館の1644号
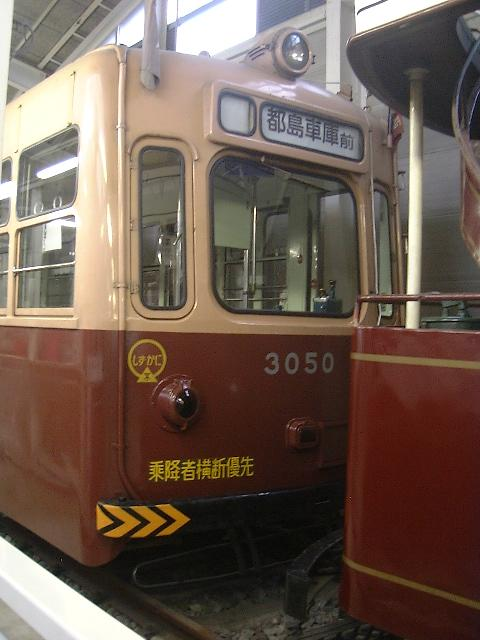
3050号

森之宮車両管理事務所
大阪市城東区の森之宮検車場内。通常は非公開だが、2008年3月に一度、公開されたことがある。
また、2016年3月で検車区が廃止され緑木に統合される（車庫は存続）前年の2015年11月にも公開された。
民営化後の2019年5月には「なつかしの車両の公開　in　森之宮・緑木検車場」として、事前応募（多数の場合抽選）による公開が実施されている。
- 801形 801号
- 2201形 2201号

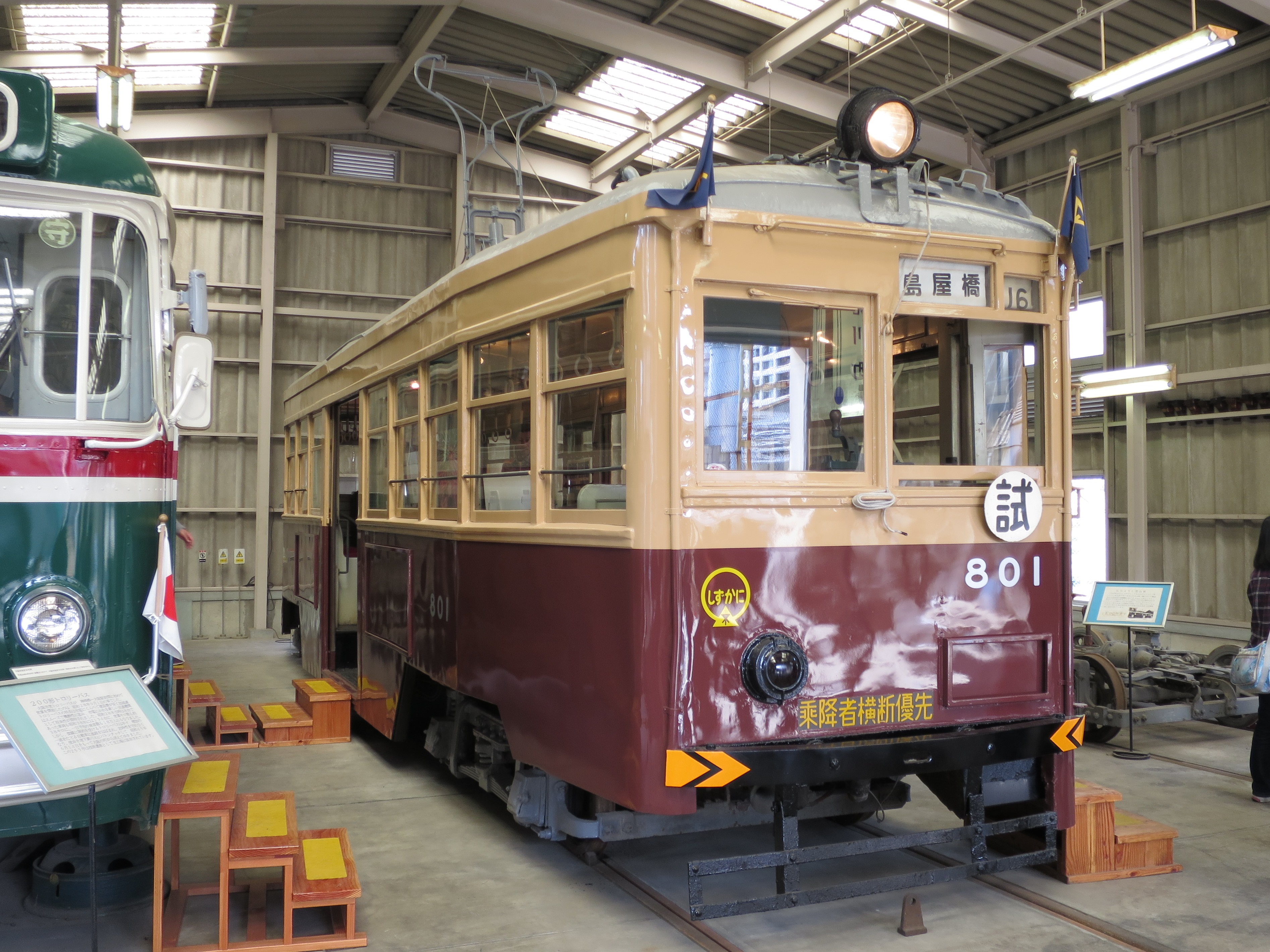
市営地下鉄森之宮検車区の一角で保存されている801号
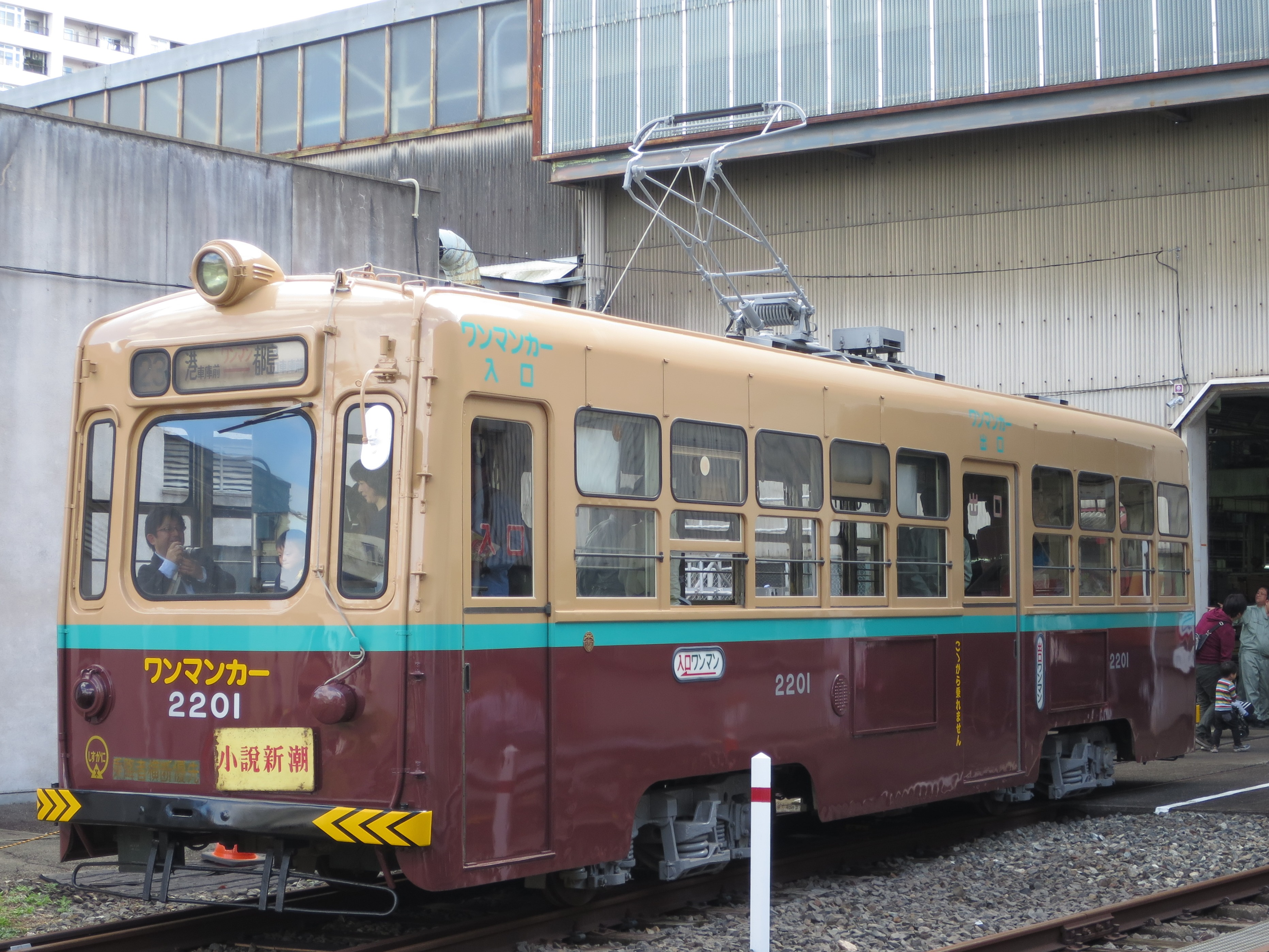
市営地下鉄森之宮検車区の一角で保存されている2201号

その他
このほかにも、何両かが民間・個人へ払い下げられている。

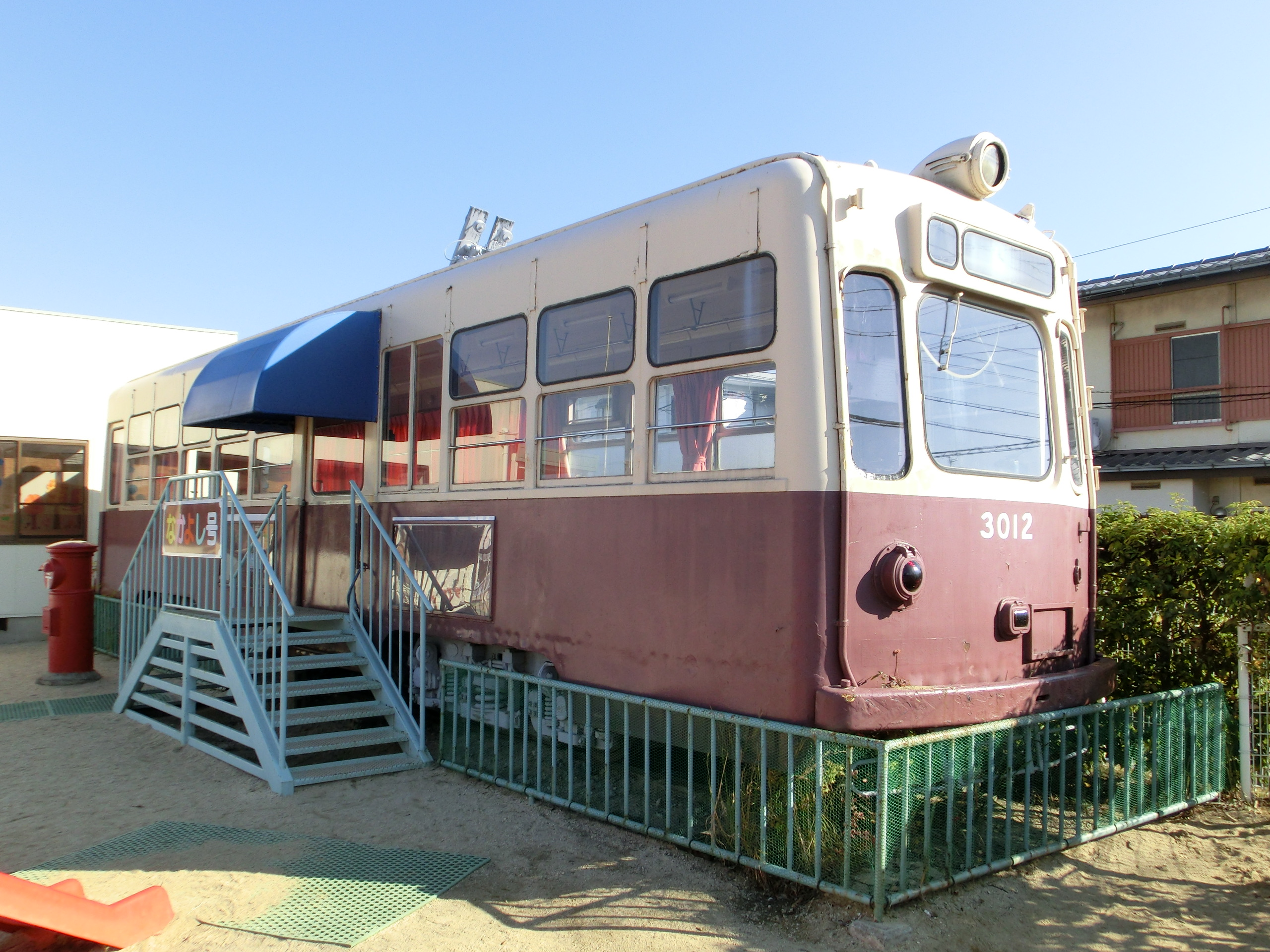
3012号（富田林市にあった大谷幼稚園内。）

## 車庫
- 市岡車庫
- 九条車庫
- 梅田車庫
- 上本町車庫
- 天王寺車庫
- 築港車庫
- 都島車庫
- 初代・鶴町車庫
- 春日出車庫
- 今里車庫
- 三宝車庫
- 港車庫
- 2代目・鶴町車庫

## 参考資料
- 辰巳博『大阪市電が走った街 今昔』JTB〈キャンブックス〉、2000年